# Kotik antarktyczny
Kotik antarktyczny, uchatka antarktyczna (Arctocephalus gazella) – gatunek ssaka z rodziny uchatkowatych z rzędu drapieżnych. Nie wyróżnia się podgatunków. Występuje znaczny dymorfizm płciowy z dochodzącymi do 200 kg samcami o porastającej głowę, szyję i barki grzywie i ważącymi do 50 kg samicami. Ciało pokrywa gęste futro, nie obejmujące dalszej części płetw. Większość życia spędza w morzach oblewających Antarktydę, jednak na okres rozrodu wraca na ląd. Większość populacji rozmnaża się na Georgii Południowej. Poligamiczny; po rocznej ciąży, przedłużonej opóźnioną implantacją, samica rodzi pojedyncze młode karmione tłustym mlekiem i kilka dni później zachodzi w kolejną ciążę. Żywi się krylem, rybami, rzadziej głowonogami. Niemal wytrzebiony intensywnymi polowaniami pod koniec XIX wieku, obecnie liczy między 700 tys. a milion osobników.

## Budowa

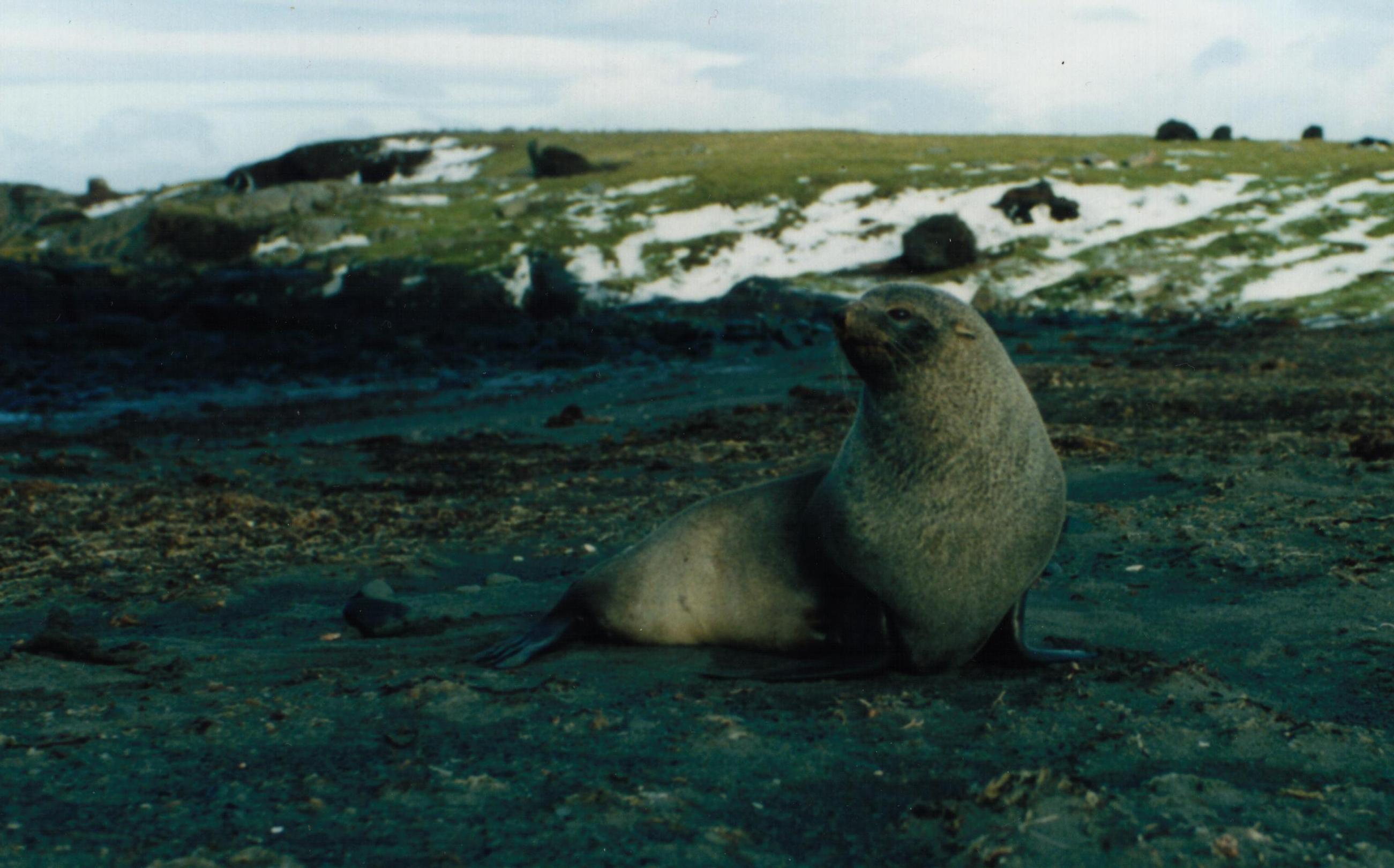
Samiec

Długość ciała samic 120–140 cm, samców średnio 188 cm do nawet 200 cm; masa ciała samic 22–51 kg (średnio 40 kg), samców 130–204 kg (średnio 188 kg). Noworodki osiągają długość 63–67 cm i ciężar 6–7 kg. Kotika antarktycznego cechuje ekstremalny dymorfizm płciowy – dorosłe samce są 4–5 razy cięższe i 1,4–1,5 raza dłuższe od samic – będący cechą także innych uchatkowatych.
Samce dorosłe mają ciemnoszare futro, niekiedy barwy węgla drzewnego, pokryte kremowym bądź srebrnym szpakowaceniem, natomiast samice bądź osobniki młodociane mają futro szare, brązowe, po bokach, na klatce piersiowej i brzuchu jaśniejsze niż u dorosłych samców, niekiedy z nutą płową bądź rudawą. Barwa płowa zaznacza się też na pysku, gdzie odchodzą wibryssy, i na małżowinach usznych, niekiedy też na szyi. Szczególnie grube futro porasta głowę, szyję i barki samców, tworząc wspaniałą grzywę. Futro to ma dwie warstwy: podszerstek i włosy okrywowe. Stanowiło ono niegdyś podstawę do dzielenia uchatkowatych na dwie podrodziny: koticzaka i kotiki o gęstym podszerstku zaliczano do Arctocephalinae, podczas gdy pozostałe rodzaje nieokryte podszerstkiem do Otariinae. Do tej pory po angielsku koticzaka i kotiki określa się jako fur seals (futrzaste foki), mimo że podział na podrodziny nie ostał się. Podszerstek jest płowy. Osobniki młodociane przypominają raczej samice, dopóki w wieku 4–6 lat nie nabędą masy, aczkolwiek ich futro ma srebrny połysk. Noworodki są czarne, jak i u innych gatunków, aczkolwiek mogą mieć jaśniejsze znaczenia na głowie, a niekiedy i na brzuchu. Futro sięga nadgarstka na grzbietowej powierzchni płetw, jest tam rzadkie, natomiast reszta płetwy pozostaje naga, pokryta czarną, skórzastą skórą. Na Georgii Południowej odnotowano obecność osobników leucystycznych, o kremowym, białym futrze, jednak nie albinosów, jako że zachowujących ciemny barwnik w oczach. Leucystyczny kotik antarktyczny rodzi się tam raz na 500–1000 noworodków.
Umiarkowanej wielkości i długości pysk robi się cieńszy ku przodowi, gdzie kończy go zaostrzony nos tworzący mięsiste, niepokryte włosiem czarne rhinarium. Obok znajdują się długie, łatwo widoczne wibryssy. Kotik antarktyczny ma najdłuższe wibryssy spośród swych krewnych, osiągają one do 50 cm. U dorosłych osobników jasne, u młodocianych cechują się ciemniejszą barwą, podobnie zresztą jak u innych gatunków, na przykład koticzaka niedźwiedziowatego. Wzór zębowy: I {\displaystyle {\tfrac {3}{2}}} C {\displaystyle {\tfrac {1}{1}}} PM {\displaystyle {\tfrac {6}{5}}} = 36.
Występują długie i jasne małżowiny uszne, dobrze widoczne, co jest cechą różnicującą uchatkowate, zwane po angielsku eared seals (uszatymi fokami), od fokowatych.
Kończyny kotika antarktycznego wyewoluowały w płetwy, długie, na dystalnym odcinku nieowłosione. Najdłuższy jest zakrzywiony pierwszy palec.

## Systematyka
Gatunek po raz pierwszy zgodnie z zasadami nazewnictwa binominalnego opisał w 1875 roku niemiecki zoolog Wilhelm Peters, nadając mu nazwę Arctophoca gazella. Holotyp pochodził z obszaru na południowy wschód od Afryki, w połowie drogi do Antarktydy (49°09′S 70°11′E/-49,150000 70,183333). Na holotyp składały się skóra, szkielet i niektóre miękkie części młodej samicy, o łącznej długości 83 cm, zebrane w 1874 roku przez dr. Studera, przyrodnika na SMS „Gazelle”, podczas niemieckiej ekspedycji astronomicznej w latach 1874–1876. Miejsce typowe określono jako von Seehunden aus Kerguelenland (Wyspy Kerguelena). Później, w 1958 roku, Scheffer dookreślił je jako zatoka Anse Betsy, podając powyższe współrzędne.
Arctocephalus gazella wcześniej uważany był za podgatunek A. tropicalis. Repenning et al. w 1971 roku określili go jako Arctocephalus tropicalis gazella, jednak pogląd ten nie ostał się i już pod koniec XX wieku gatunek figuruje jako odrębny. W 2011 roku przeniesiono go z kilkoma innymi do rodzaju Arctophoca, co poparli rok później Berta i Churchill. Jednakże również w 2012 roku ukazały się wyniki badań genetycznych Nyakatury i Binindy-Emondsa, które nie dawały propozycji Arctophoca żadnego poparcia. W efekcie powrócono do dawniejszej klasyfikacji w rodzaju kotik.
Autorzy Illustrated Checklist of the Mammals of the World uznają ten gatunek za monotypowy. Podobnie czyni Webber w Handbook of the Mammals of the World i IUCN.

### Etymologia
- Arctocephalus: gr. αρκτος arktos „niedźwiedź”; -κεφαλος -kephalos „-głowy”, od κεφαλη kephalē „głowa”[14].
- gazella: S.M.S. „Gazelle”, niemiecki statek, na pokładzie którego przywieziono okaz typowy[2].

## Tryb życia
Kotik antarktyczny wiedzie częściowo wodny tryb życia. W wodzie zdobywa pokarm, ale też śpi i wypoczywa. Potrafi leżeć na powierzchni wody, wysuwając z niej płetwy bądź układając je na kształt ucha do dzbanka. Zręcznie pływa, potrafi się szybko przemieszczać, wyskakując nad powierzchnię wody. Poluje najczęściej w nocy. Zazwyczaj wtedy płytko nurkuje. Pod wodą przebywa średnio 2 minuty, ale potrafi wytrzymać znacznie dłużej, do 10. Pływa zazwyczaj na głębokości 8–30 m z rekordem 181.

### Cykl życiowy

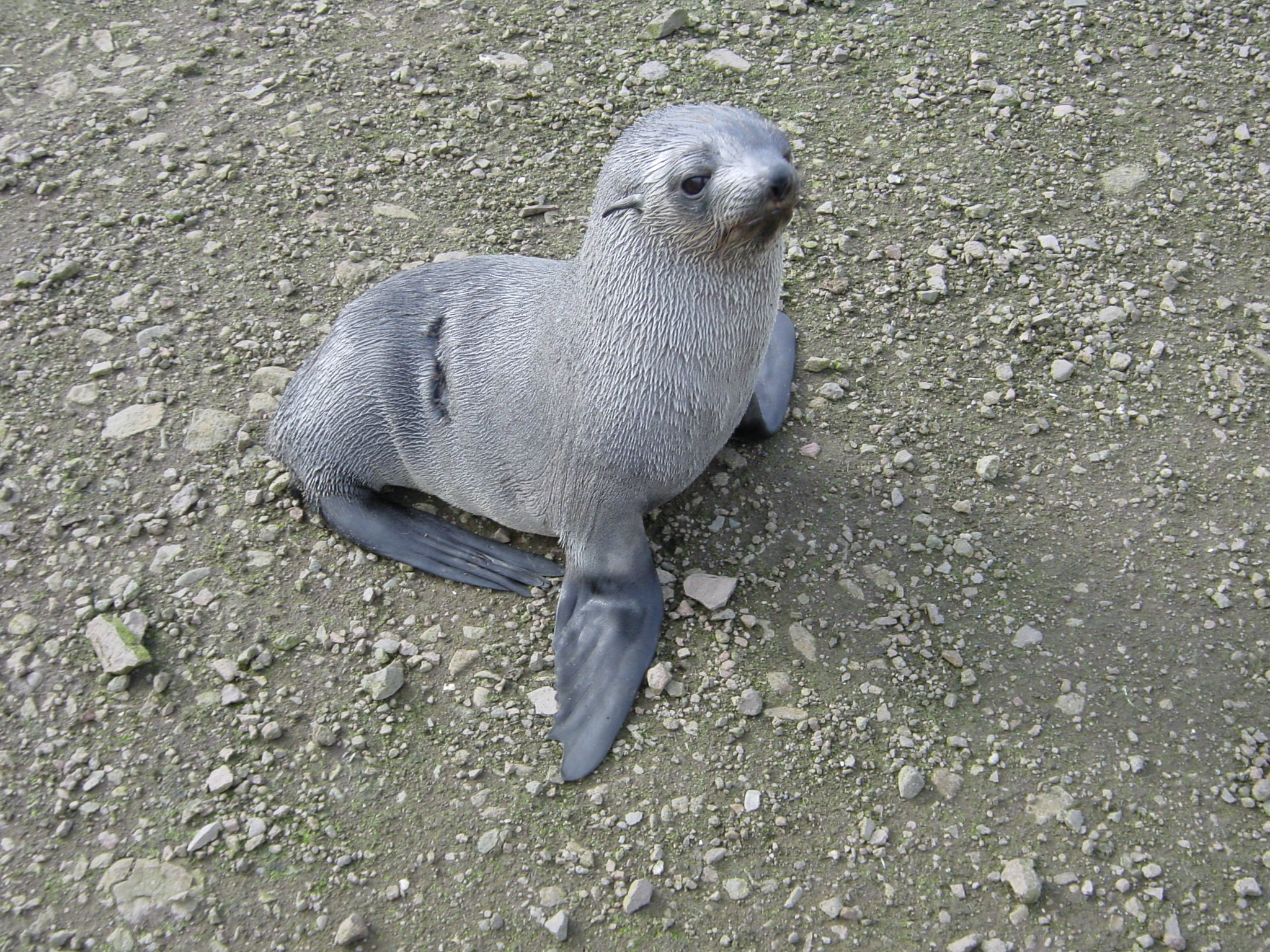
Młode

Przez większość roku żyjąc w morzu, kotik antarktyczny rozmnaża się wyłącznie na lądzie. System jego rozrodu przypomina spotykane u innych uchatkowatych, z poligamicznymi, terytorialnymi samcami. Przybywają one pierwsze na miejsca rozrodu, jak Georgia Południowa. Wychodzą na ląd pod koniec października i obierają sobie terytoria na brzegu o powierzchni do 20 m². Obrawszy swoje terytorium, bronią nań dostępu innym samcom, w razie potrzeby wokalizując, przybierając groźne pozy bądź nawet walcząc. Na Georgii Południowej pojedynczy samiec utrzymuje terytorium średnio 34 dni.
W połowie listopada na brzeg wychodzą ciężarne samice. Dzień bądź dwa później wydają na świat pojedyncze młode pokryte ciemnym futrem. Rodzi się tyle samo samców, co samic. Po sześciu–siedmiu dniach opieki nad noworodkiem karmionym zasobnym w tłuszcz mlekiem matka wchodzi w ruję. U uchatkowatych ruja przypada tylko raz do roku i nie powtarza się nawet w razie niewykorzystania możliwości zajścia w ciążę, jednak większość samic rodzi co roku. Samice wybierają miejsce do rodzenia, kierując się jego cechami, i to przesądza o ojcostwie dziecka w następnym roku, jako że samica zwykle kopuluje z samcem, na terytorium którego urodziła. Pojedynczy samiec kotika antarktycznego potrafi natomiast pokryć 19 samic. Na tym jego rola w przedłużaniu gatunku się kończy, jako że nie poczuwa się do pomocy samicom w odchowaniu potomstwa. Niedługo po współżyciu samica wraca do morza, gdzie przebywa 4–5 dni, żywiąc się, po czym wraca na 1–2 bądź 2–3 dni karmić niedawno urodzone młode. Karmi je mlekiem przez 4 miesiące. Tymczasem po skutecznej kopulacji rozwijająca się w jej ciele zygota osiąga stadium blastocysty, po czym hamuje swój dalszy rozwój, nie ulegając implantacji, do której dojdzie później. Dzięki temu zjawisku opóźnionej implantacji trwający 8–9 miesięcy rozwój wewnątrzmaciczny synchronizuje się z cyklem rocznym, tak by kolejna kopulacja mogła przebiegać niedługo po porodzie. Po okresie rozrodu większość kotików powraca do morza, jednak niektóre młodociane osobniki pozostają na lądzie choćby na Południowej Georgii. Na lądzie pozostaje też część biorących udział w rozmnażaniu samców. Większość jednak wypływa w morze, rozprzestrzeniając się daleko i nie wraca na miejsce swego porodu aż do sezonu rozrodczego.
Samica osiąga dojrzałość płciową w wieku 3 lat, podczas gdy samiec w wieku 7 lat. Pokolenie trwa 9,1 roku. Samiec żyje 15 lat, samica zaś 23.
Odnotowano krzyżowanie się kotika antarktycznego z subantarktycznym (Wyspy Księcia Edwarda, Macquarie, Wyspy Crozeta) i nowozelandzkim (Macquarie). Nie odgrywa ono jednak istotnej roli, jako że wyspę Macquarie zamieszkuje w ogóle 0,02% całkowitej liczebności gatunku.

## Rozmieszczenie geograficzne
Kotik antarktyczny występuje w wodach subantarktycznych i antarktycznych na południe lub na północ od strefy konwergencji antarktycznej oraz na rozproszonych wyspach w tej strefie, głównie na Georgii Południowej. IUCN wymienia też Szetlandy Południowe, Orkady Południowe, australijską wyspę Macquarie, francuskie Wyspy Kerguelena i Crozeta, Wyspę Mariona i Księcia Edwarda, Wyspy Heard i McDonalda, Wyspę Bouveta oraz Sandwich Południowy, Webber dodaje jeszcze Bird Islands. Regularnie wychodzi z wody na odpoczynek na Półwyspie Antarktycznym. Zwłaszcza samce wypoczywają latem na antarktycznym lodzie. Zabłąkane osobniki spotykano u wybrzeży Argentyny, Australii (wyspy Juan Fernandez), Brazylii (wyspy Gough), Chile, a także wysp Świętej Heleny, Wniebowstąpienia i Tristan da Cunha, we wschodniej Antarktyce sięgają Mawson Station. Maksymalna wysokość, na której żyje ten kotik, to 50 m nad poziomem morza.

## Ekologia

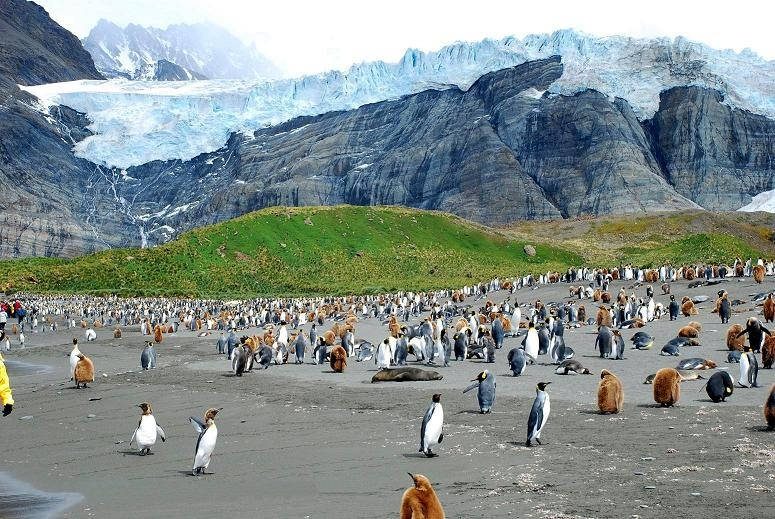
Kotik antarktyczny rozmnaża się na wybrzeżach Georgii Południowej, wyspy na południu Atlantyku zamieszkiwanej przez liczne płetwonogie i pingwiny

Kotik antarktyczny jest zwierzęciem pelagicznym.
Kotik może wykorzystywać do odpoczynku morski lód, jednak, podobnie jak inne uchatkowate, nie rozmnaża się na nim. Niekiedy wychodzi więc na ląd, preferując kamieniste wybrzeża, ale niekiedy też wykorzystuje piaszczyste plaże, a nawet idzie dalej w głąb lądu, wśród trawy tussocku.
Pożywienie kotika antarktycznego zależy od miejsca i pory roku. Jak wspomina Webber, karmiące samice z Georgii Południowej udają się nocą do wody na kryl. Jednakże samice z innych wysp nie mają możliwości dostępu do tego źródła pokarmu. Konsumują wobec tego kalmary, ryby świetlikowate i nototeniowate, zwłaszcza na wyspach Heard, Macquarie, Crozeta i Księcia Edwarda, gdzie kryl występuje mniej obficie. Jako zimowy pokarm samców autor wymienia głównie również kryl i ryby, zauważając nieznaczny dodatek kalmarów i świetlikowatych. Kotiki nie pogardzają też pingwinami. Na Georgii Południowej, ale też Macquarie i Heard polują na pingwiny białobrewe i złotoczube, na wyspie Marion zaś na pingwiny królewskie.
W wodzie kotikowi antarktycznemu zagrażają drapieżniki takie jak orka oceaniczna, amfitryta lamparcia, polująca na młode w wodach wokół Szetlandów Południowych, oraz maoryszanka uszata, zagrażająca młodym na wyspie Macquarie.

## Zagrożenia i ochrona

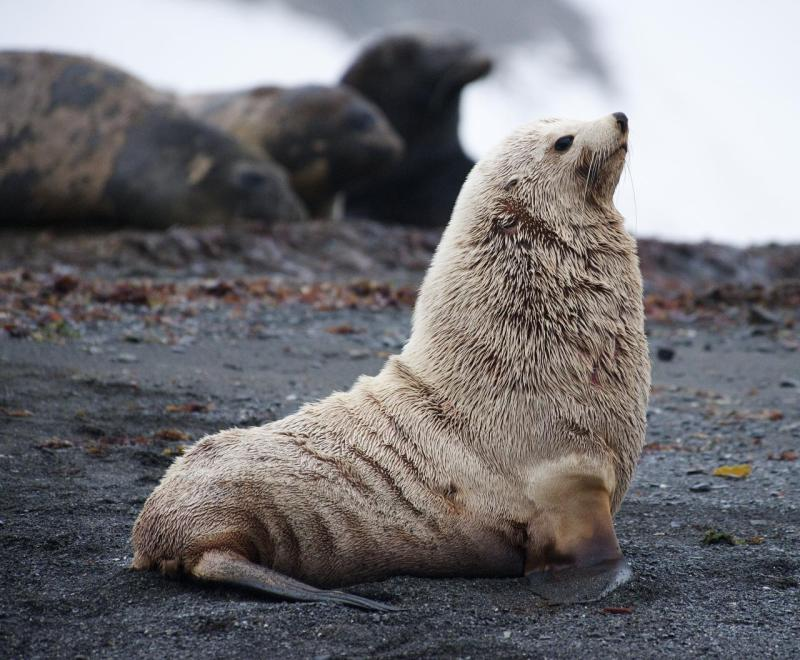
Na Georgii Południowej

W Czerwonej księdze gatunków zagrożonych Międzynarodowej Unii Ochrony Przyrody i Jej Zasobów kotik antarktyczny został zaliczony do kategorii LC (ang. Least Concern „najmniejszej troski”). Pomimo tego jego całkowita liczebność obniża się. Pogłowie dorosłych osobników IUCN szacuje na między 700 000 a 1 000 000 zwierząt, podkreślając, że to najliczniejszy z kotików. Jednakże liczby te były w przeszłości znacznie większe, na przełomie II i III tysiąclecia było to między 4,5 a 6,2 miliona zwierząt. Potem nastąpił spadek. 19 na 20 obecnych osobników tworzy populację z Georgii Południowej. Druga pod względem liczebności populacja z Wyspy Bouveta liczy znacznie mniej, bo 47 000 zwierząt, aczkolwiek ostatnie dane pochodzą z przełomu 2007/2008. Stabilna pod koniec XX wieku, w kolejnej dekadzie zaczęła się zmniejszać z rocznym spadkiem o ponad jedną dwudziestą. Inne populacje uważa się za stabilne bądź też zmniejszające się, ale w wielu przypadkach po prostu brakuje danych. Gatunek objęto ochroną za 60° S.
IUCN wiąże spadek liczebności kotika antarktycznego ze zmianami klimatu (globalne ocieplenie), wpływającymi też niekorzystnie na dostępność pokarmu, wiążąc się z zakwaszeniem oceanów, które utrudnia budowę pancerzyków przez skorupiaki, w tym stanowiący pożywienie kotika antarktycznego kryl. W przeszłości główne zagrożenie stanowiły polowania, które prawie wytrzebiły gatunek pod koniec XIX stulecia. Pojedyncze okazy przetrwały na Georgii Południowej, Wyspie Bouveta i Wyspach Kerguelena, być może również na Szetlandach Południowych. W XX wieku polowania znacznie osłabły. Efekt wąskiego gardła oznacza znaczącą utratę różnorodności genetycznej, aczkolwiek różnorodność dzisiejszych kotików antarktycznych wydaje się nadzwyczaj dobra jak na jego przeszłość. Rybołówstwo obecnie nie stanowi wielkiego zagrożenia, niezbyt rozwinięte na dalekich morzach wokół Antarktydy. W przyszłości negatywny efekt wywrzeć może połów kryla. Również pozostawione w morzu śmieci i sieci rybackie stanowią zagrożenie raczej dla pojedynczych osobników niż całego gatunku, jako że w ten sposób umiera zaledwie promil populacji. Dokładniejsze dane odnośnie umieralności antropogenicznej różnią się jednak zależnie od miejsca, w Georgii Południowej 0,4%, na Wyspie Księcia Edwarda 0,24%, a tylko 0,059% na Wyspie Bouveta. Jedna trzecia szczeniąt pada ofiarą amfitryt lamparcich na Szetlandach Południowych, wedle IUCN może to redukować liczebność niektórych populacji. Nawet połowę młodych na Macquarie mogą pożerać maoryszanki. Zagrożenia te nie dotyczą jednak większości zasięgu występowania zwierzęcia. Rozważa się także ryzyko przeniesienia chorób, takich jak te wywoływane przez morbilliwirusa, z innych ssaków lądowych czy wodnych; w przyszłości duże zagęszczenia w czasie rozrodu w połączeniu z ociepleniem klimatu sprzyjałyby roznoszeniu chorób. Rozważa się też wpływ turystyki, ale na odległych antarktycznych wyspach wizyty turystów nie zdarzają się często.